# Jean Soler
Ne doit pas être confondu avec Joan Soler.
Pour les articles homonymes, voir Soler.
Jean Soler, né le 14 janvier 1933 à Arles-sur-Tech (Pyrénées-Orientales) et mort le 16 juin 2019 à Cabestany, est un écrivain, théologien et philosophe français des monothéismes.
Après une carrière de diplomate culturel qui l’a conduit en Israël, en Iran et en Belgique, il s’est consacré à la rédaction d’ouvrages qui souhaitent bouleverser notre connaissance de la Bible, déchiffrer les origines de la croyance en un Dieu unique et expliquer pourquoi, selon lui, le monothéisme incline à la violence.

## Biographie
Après des études secondaires au lycée François-Arago de Perpignan et une khâgne à Montpellier, Jean Soler étudie à la Sorbonne jusqu’à l’agrégation de lettres (1959), tout en étant surveillant, puis bibliothécaire au lycée Chaptal de Paris.
Il enseigne les lettres classiques au lycée de Blida, en Algérie, puis, après un passage dans l’armée (1959-1961), au Lycée international de Fontainebleau (1961-1964).
Il est directeur du Centre de civilisation française et d'études francophones à l’université de Varsovie de 1965 à 1968, puis conseiller culturel et scientifique à l’ambassade de France en Israël (1968-1973), en Iran (1973-1977) et en Belgique (1977-1981).
Le ministère de la Culture le nomme directeur régional des Affaires culturelles pour la Région Provence-Alpes-Côte d’Azur (1981-1985), puis secrétaire général du Conseil national des langues et des cultures régionales (1985-1987).
De retour au ministère des Affaires étrangères, il est de nouveau nommé, vingt ans après, au poste de conseiller culturel à l’ambassade de France en Israël (1989-1993).
Jean Soler quitte alors la fonction publique et se consacre à la rédaction de livres.
En 2009, son nom est donné à la bibliothèque-médiathèque de son village natal du Vallespir, Arles-sur-Tech.

## Œuvre
- Sémiotique de la nourriture dans la Bible, Annales, 1973[4].

Cette interprétation originale des interdits alimentaires bibliques fournit une voie d’accès à l’univers mental des Hébreux. Approuvée par Claude Lévi-Strauss, elle a été traduite aux États-Unis et publiée trois fois : 
- dans un ouvrage collectif de l’université Johns Hopkins : Food and Drink in History, 1979[5] ;
- dans un numéro de la New York Review of Books, 1979[6] ;
- dans une anthologie d’études considérées comme classiques sur les rapports de la nourriture et de la culture : Food and Culture (Routledge, New York et Londres, 1997)[7].

La notoriété de Jean Soler lui a valu de collaborer à deux ouvrages collectifs :
- Histoire universelle des Juifs[8](Hachette,1992) sous la direction d’Élie Barnavi, directeur du département d’histoire à l’université de Tel-Aviv ;
- Histoire de l’Alimentation[9] (Fayard, 1996) sous la direction de Flandrin et Montanari.

Jean Soler a publié ensuite aux éditions de Fallois, sous le titre général Aux origines du Dieu unique, un essai en trois volumes : 
- L’Invention du monothéisme[3], en 2002. Ce livre propose une explication historique et anthropologique des origines et des raisons d’être de la croyance en un Dieu unique. Il a été salué par deux prix Nobel, l'un de littérature, Claude Simon, l'autre de chimie, Ilya Prigogine, par deux professeurs du Collège de France, l'historien Paul Veyne et l'archéologue Christian Goudineau, ainsi que par le philosophe et anthropologue Edgar Morin[11].
- La Loi de Moïse, en 2003. Jean Soler affirme que les lois attribuées à Moïse, à commencer par les Dix Commandements, ne s’adressent qu’aux Juifs et visent à assurer la cohésion de leur peuple.
- Vie et mort dans la Bible, en 2004. Ce volume met en évidence l’usage symbolique de la nourriture dans l’alimentation, les jeûnes et les sacrifices des Hébreux.

La trilogie Aux origines du Dieu unique a été reprise dans la collection de poche « Pluriel » chez Hachette (2004, 2005, 2006).
En janvier 2009, paraît La Violence monothéiste, aux éditions de Fallois. Comparant les civilisations des dieux multiples – celles de la Chine et principalement de la Grèce – avec les civilisations du Dieu unique, Jean Soler estime que le monothéisme peut conduire à l’intolérance et à l’extrémisme. Qu’ils soient réels ou imaginaires, les meurtres et les massacres collectifs ordonnés par le dieu de la Bible obéiraient à une logique totalitaire : un seul Dieu, un seul chef et une doctrine unique au service d’un seul peuple. Cette idéologie, qui porte à l’élimination des adversaires, à l’extérieur, et des déviants, à l’intérieur, pour peu que les circonstances le permettent, se serait transférée, sous des formes variées, dans les peuples devenus chrétiens ou musulmans. Jean Soler revendique, en conclusion de la violence monothéiste, un « scepticisme constructif » qui engagerait à la tolérance.
En mars 2012, parait Qui est Dieu ? (Fallois). En quelque 120 pages, Jean Soler fait une synthèse de ses travaux qui met en lumière « six contresens sur le dieu de la Bible ». Selon Michel Onfray, (Le Point n° 2073, juin 2012) « cet agrégé de lettres classiques [sic] déconstruit les mythes et légendes juifs, chrétiens et musulmans avec la patience de l'horloger et l'efficacité d'un dynamiteur de montagne ». Cet article et le livre de Soler ont été sévèrement critiqués par le rabbin massorti Yeshaya Dalsace dans La Règle du jeu. De même, selon le professeur de psychologie Tobie Nathan, ce « livre ne devrait pas s'intituler Qui est Dieu, mais bien Adversus Judei [sic], « Contre les Juifs ». Jean Soler, répondant à ces critiques en citant leurs auteurs, note qu'il y a chez ses détracteurs une « sainte union [...] de la malveillance et de l’ignorance ». Dans ce livre, Soler explique qu'en ne s'attachant qu'au texte biblique, on en vient à la conclusion que Moïse ne croyait pas en Dieu. En effet, selon lui, les premiers juifs étaient polythéistes et que le premier commandement n'exprime pas l'existence d'un Dieu unique mais d'un Dieu qui souhaite être vénéré et dont le peuple ne doit pas vénérer d'autres Dieux. Il s'agirait donc de monolâtrie. En 2006, Jean Soler écrivait déjà dans un article intitulé « Qui est Dieu ? Ou depuis quand et pourquoi les juifs se disent-ils monothéistes ? » : « la Bible n’est pas un livre monothéiste ; elle ne contient aucune Révélation du Dieu Un ». D'après lui, c'est un « prêtre-scribe », Esdras, afin de doter « les Juifs d’une législation reconnue par les Perses [...,] qui a joué un rôle décisif pour mettre par écrit les lois attribuées à Moïse, au début sans doute du IVe siècle ». Soler rappelle à ce sujet que « Spinoza tenait Esdras pour le principal rédacteur de la Bible ».
Septembre 2014 : Le sourire d'Homère (Fallois, 236 pages). « J'ai voulu faire, avec Homère, pour la civilisation grecque et, plus largement, méditerranéenne, le même travail de remontée aux sources que celui que j'ai fait avec la Bible, pour la civilisation hébraïque et les monothéismes qui en sont issus, écrit Jean Soler en quatrième de couverture. Et je confronte, chemin faisant, ces deux civilisations, mères de la nôtre, afin de mieux cerner ce que chacune a de spécifique. »
Octobre 2016 : Dieu et moi (Fallois, 340 pages). Aux livres qu’il a consacrés à la Bible, Jean Soler ajoute ce « Dieu et moi » qui clôt en quelque sorte le sujet et dont le sous-titre donne la tonalité : « Comment on devient athée. Et pourquoi on le reste ». Le récit de sa vie, et notamment de sa carrière internationale conduite autant par le hasard que par la volonté, explique comment il a pu s’engager sur des voies inexplorées de la Bible.